# 1796년 미국 대통령 선거
1796년 미국 대통령 선거는 최초의 여야대결 속에 치러진 선거이자 유일하게 대통령과 부통령이 다른 정당이었던 선거이다.

## 배경
현 대통령 조지 워싱턴의 불출마로, 연방당에선 존 애덤스 부통령이 대통령 후보로, 토마스 핑크니 주지사가 부통령 후보로, 민주공화당에선 토머스 제퍼슨 전 국무장관이 대통령 후보로, 에런 버 상원의원이 부통령 후보로 나섰다.
연방당은 민주공화당을 프랑스 혁명의 폭력성과 엮으려 했고, 민주공화당은 연방당을 왕당파로 만들려 했다. 대외정책에서, 민주공화당은 제이 조약이 너무 영국에 유리하다면 비난했고, 프랑스 대사는 공개적으로 연방당을 비난했다.

## 선거 결과
| 대통령 후보          | 정당       | 근거지           | 전체유권자 | 전체유권자 | 선거 인단 |
| 대통령 후보          | 정당       | 근거지           | 득표수     | 지지율     | 선거 인단 |
| -------------------- | ---------- | ---------------- | ---------- | ---------- | --------- |
| 존 애덤스            | 연방당     | 매사추세츠       | 35,726     | 53.4%      | 71        |
| 토머스 제퍼슨        | 민주공화당 | 버지니아         | 31,115     | 46.6%      | 68        |
| 토마스 핑크니        | 연방당     | 사우스캐롤라이나 | -          | -          | 59        |
| 에런 버              | 민주공화당 | 뉴욕             | -          | -          | 30        |
| 새뮤얼 애덤스        | 민주공화당 | 매사추세츠       | -          | -          | 15        |
| 올리버 엘스워스      | 연방당     | 코네티컷         | -          | -          | 11        |
| 조지 클린턴          | 민주공화당 | 뉴욕             | -          | -          | 7         |
| 존 제이              | 연방당     | 뉴욕             | -          | -          | 5         |
| 제임스 아이어델      | 연방당     | 노스캐롤라이나   | -          | -          | 3         |
| 조지 워싱턴          | 무소속     | 버지니아         | -          | -          | 2         |
| 존 헨리              | 민주공화당 | 메릴랜드         | -          | -          | 2         |
| 새뮤얼 존스톤        | 연방당     | 노스캐롤라이나   | -          | -          | 2         |
| 찰스 코츠워스 핑크니 | 연방당     | 사우스캐롤라이나 | -          | -          | 1         |
| 계                   | 계         | 계               | 66,841     | 100%       | 276       |

## 같이 보기
- 1796년 미국 하원의원 선거
- 1796년 미국 상원의원 선거